# Microsoft Access Database 2007
Microsoft Access Database 2007 (.accdb) — формат файлов баз данных, используемых программой Microsoft Access. Появился в Access 2007. Является преемником формата MDB, использовавшемся до Access 2007. База данных в этом формате представляется в виде таблицы.

## Описание формата
Название расширения .accdb происходит от слова Access Database.

### Содержимое
В файлах ACCDB содержится структура и записи базы данных. Также они могут включать в себя пользовательские формы ввода, SQL-запросы, хранимые процедуры, отчёты, настройки безопасности и пр.

### Использование вAccess
Начиная с Access 2007, в качестве формата файла базы данных по умолчанию используется .accdb. До этой версии в РСУБД использовался формат .mdb.

## Отличия от формата.mdb
Файлы .accdb, в отличие от .mdb, имеют следующие особенности:
- многозначные поля;
- тип данных вложения[проверить перевод];
- улучшение интеграции с SharePoint и Outlook;
- улучшение шифрования;
- отслеживание истории полей длинного текста (Memo);
- тип вычисляемых данных (Access 2010+).

## Ответвлённые форматы
От формата ACCDB ответвлены следующие форматы файлов:
| Иконка файла | Расширение | MIME-тип             | Описание                       |
| ------------ | ---------- | -------------------- | ------------------------------ |
| —            | .accdt     | application/msaccess | Шаблон базы данных             |
| —            | .accde     | application/msaccess | Только выполняемая база данных |